# Vila Franca de Xira
Vila Franca de Xira és un municipi portuguès, situat al districte de Lisboa, a la Regió de Lisboa i a la subregió de Gran Lisboa. L'any 2004 tenia 133.224 habitants. Limita a nord amb Alenquer i Azambuja, a l'est amb Benavente, al sud per l'estuari del Tajo, al sud i oest amb Loures i al nord-oest amb Arruda dos Vinhos.

## Població
| Població del concelho de Vila Franca de Xira (1801 – 2004) | Població del concelho de Vila Franca de Xira (1801 – 2004) | Població del concelho de Vila Franca de Xira (1801 – 2004) | Població del concelho de Vila Franca de Xira (1801 – 2004) | Població del concelho de Vila Franca de Xira (1801 – 2004) | Població del concelho de Vila Franca de Xira (1801 – 2004) | Població del concelho de Vila Franca de Xira (1801 – 2004) | Població del concelho de Vila Franca de Xira (1801 – 2004) | Població del concelho de Vila Franca de Xira (1801 – 2004) |
| ---------------------------------------------------------- | ---------------------------------------------------------- | ---------------------------------------------------------- | ---------------------------------------------------------- | ---------------------------------------------------------- | ---------------------------------------------------------- | ---------------------------------------------------------- | ---------------------------------------------------------- | ---------------------------------------------------------- |
| 1801                                                       | 1849                                                       | 1900                                                       | 1930                                                       | 1960                                                       | 1981                                                       | 1991                                                       | 2001                                                       | 2004                                                       |
| 3839                                                       | 5202                                                       | 15766                                                      | 24053                                                      | 40594                                                      | 88193                                                      | 103571                                                     | 122908                                                     | 133224                                                     |

## Freguesies
- Alhandra
- Alverca do Ribatejo
- Cachoeiras
- Calhandriz
- Castanheira do Ribatejo
- Forte da Casa
- Póvoa de Santa Iria
- São João dos Montes
- Sobralinho
- Vialonga
- Vila Franca de Xira